# Tour Europlaza
Tour Europlaza (anteriormente conocido como Tour Septentrion) es un rascacielos situado en La Défense, el distrito financiero situado al oeste de París, Francia.
Construida en 1972, la torre de 135 m pertenece a la segunda generación de rascacielos en La Défense. La torre se distingue de las otras torres de ese período, gracias a un diseño menos cuadrado y un revestimiento original. La torre originalmente se llamaba Septentrion debido a su ubicación norte en el distrito comercial (Septentrion significa Norte en francés).
En 2019 la torre será la sede de la Autoridad Bancaria Europea, que se trasladará desde Londres tras el Brexit.